# Gallia Club (Paris)
Pour les articles homonymes, voir Gallia Club.
Maillots
Le Gallia Club est un club de football français, fondé en 1896 et disparu en 1940, basé à Paris.
Il est l'un des principaux clubs français d'avant la Première Guerre mondiale et remporte notamment le championnat de France USFSA en 1905, ainsi que la Coupe Manier et la Coupe Dewar, deux compétitions à élimination directe, en 1904 et 1909.

## Histoire
En 1896, Georges Bayrou crée l'AS Charenton qui évolue dans le Bois de Vincennes. En 1900, le club est rebaptisé Gallia Club de Paris.
Surnommés les « coqs », les joueurs du Gallia sont champions de France USFSA en 1905. Georges Bayrou est l'un des grands artisans de ce titre. Champion de Paris surprise, le Gallia écarte à Laval l'US Servannaise le 2 avril 1905 (3-1), puis le Stade Olympique des Étudiants Toulousains en demi-finale le 9 avril 1905 (0-5) à Toulouse. La finale se joue le 16 avril 1905 au Parc des Princes ; le Gallia Club bat le RC Roubaix 1-0. Jouve marque l'unique but de la partie après deux prolongations et deux heures et demie de jeu,,.
L'autre grand personnalité du club est Maurice Pefferkorn qui fut joueur puis dirigeant du Gallia puis journaliste sportif à L'Auto et à L'Équipe. Juste après la guerre, Paul Nicolas y fait ses débuts.
Le club a son siège à Paris dans le XIIe arrondissement de Paris, mais faute de terrains disponibles intra-muros, il dispute ses matches à domicile en proche banlieue sud-est, entre Vincennes, Le Perreux et Bry-sur-Marne, notamment.
Après la Grande Guerre, le Gallia se contente de quelques tours en Coupe de France : 1/32e de finaliste en 1921, 1/16e de finaliste en 1918 et 1919 et 1/8e de finaliste en 1920. Le jeune Philippe Bonnardel (20 ans) connait ses deux premières sélections en 1920 alors qu'il évolue au Gallia. Même disette en championnat, avec une relégation de la Division d'Honneur à l'issue de la saison 1919-20. On ne reverra jamais plus le Gallia à ce niveau.
En 1924, le Gallia Club fusionne avec le CA Ivry et devient le « Gallia Club Stade d'Ivry ». Le club dorénavant basé à Ivry-sur-Seine dispute notamment les 32e de finale de la Coupe de France 1926. Cette même année le club vend son stade à la municipalité qui le rebaptise « Stade Lénine ». 
Le club apparaît arrêter ses activités en 1940.

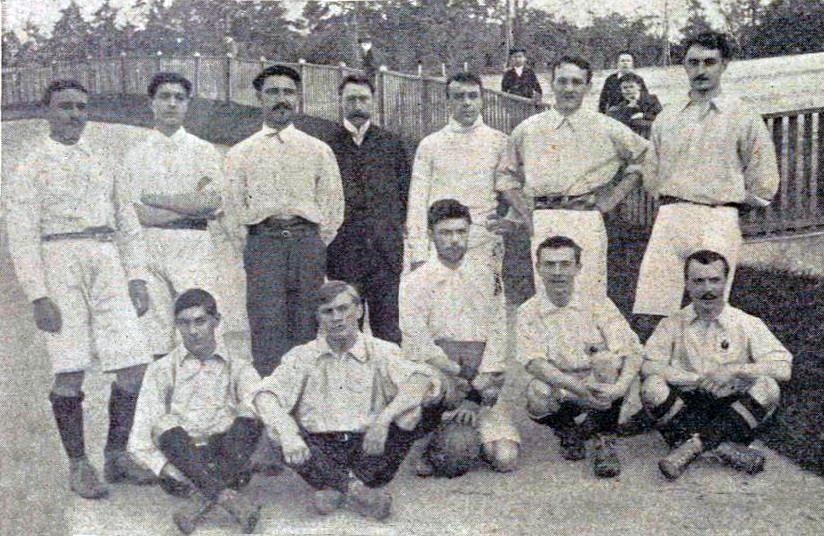
Le Gallia-Club vainqueur de la Coupe Manier 1904 (organisée le dimanche 8 novembre 1903).
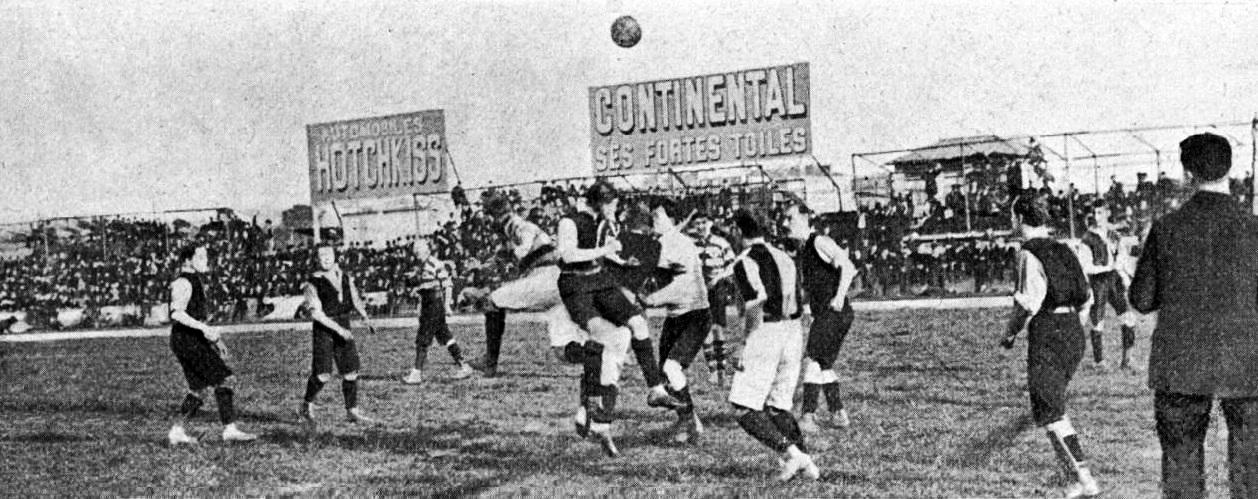
Le Gallia-Club Champion de France USFSA de football en avril 1905.
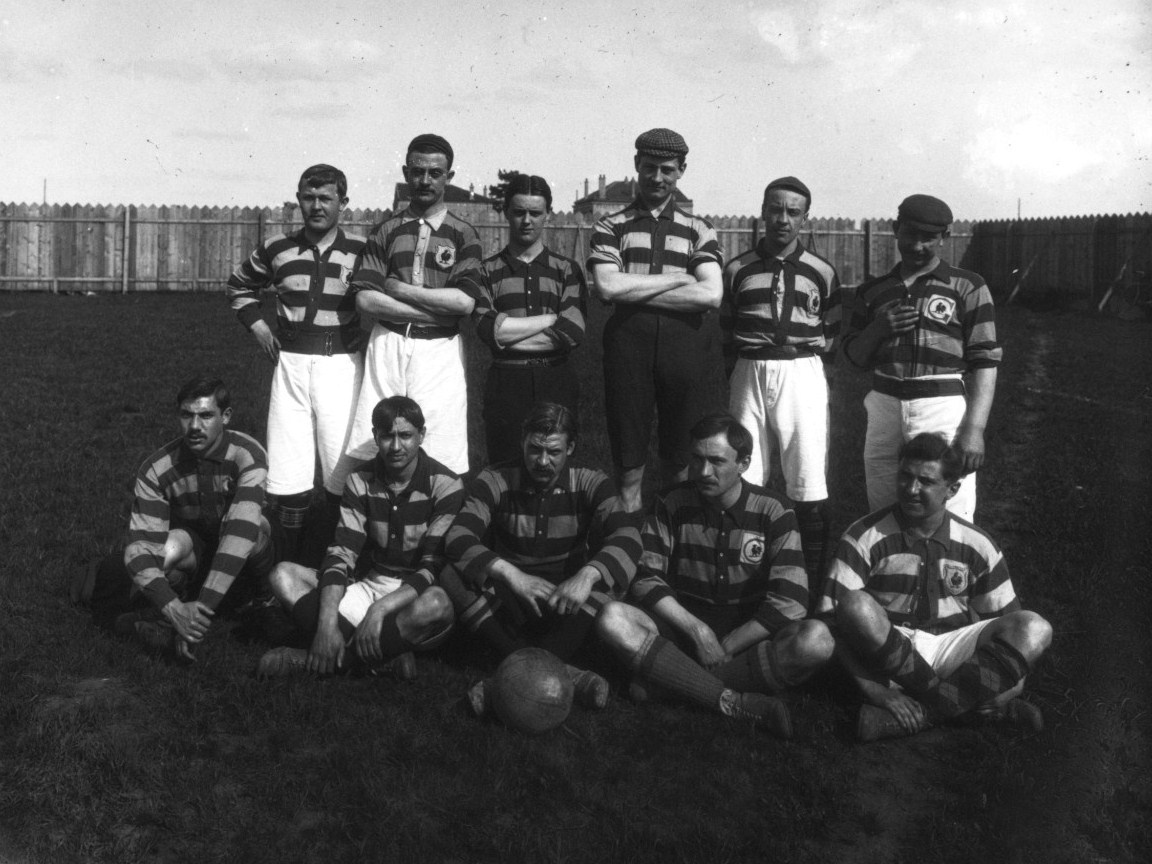
Le Gallia-Club le 6 mai 1906 au stade de Charentonneau de Maison-Alfort (jour de la finale de la Coupe Dewar).
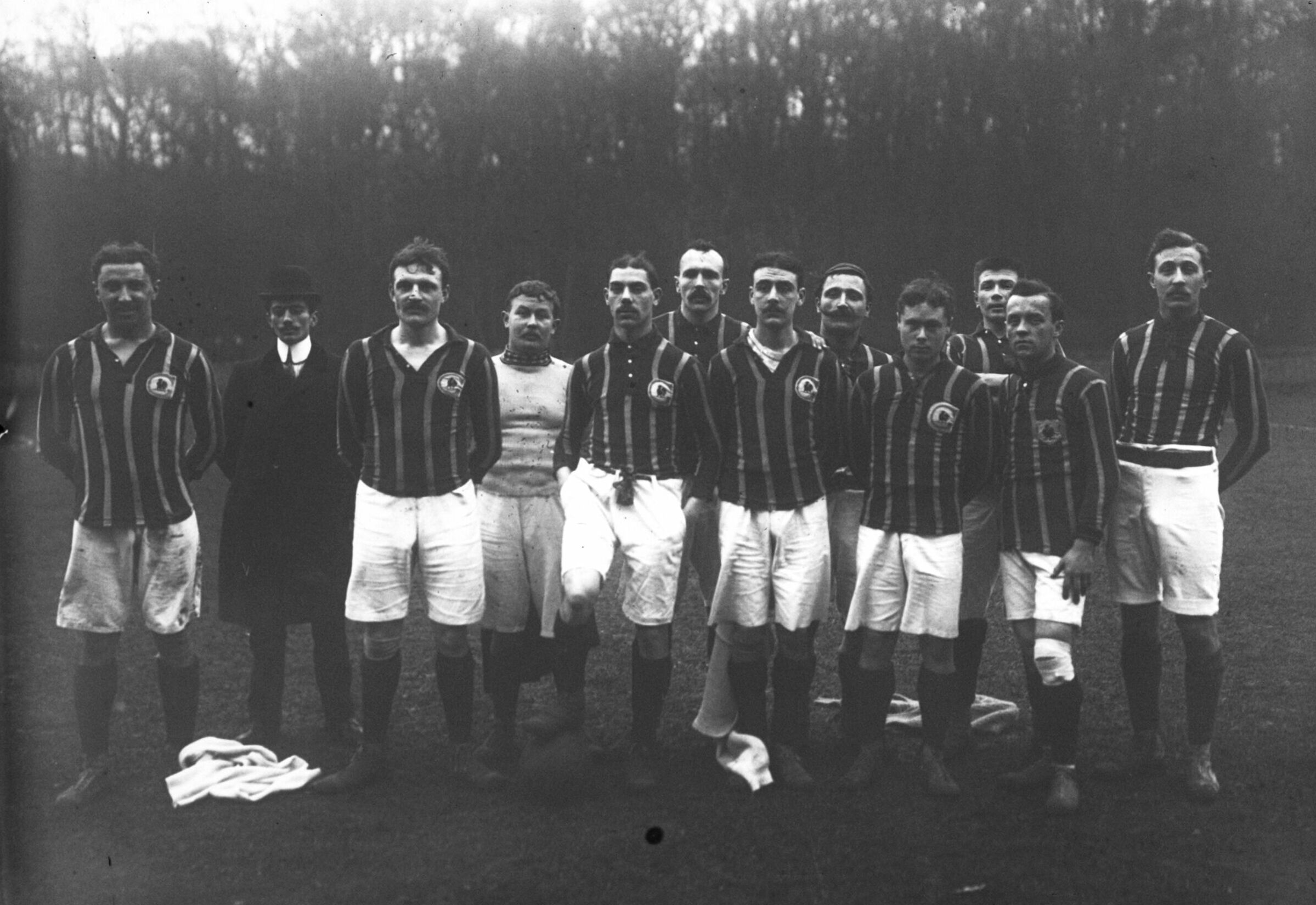
Le Gallia-Club le 6 janvier 1910 à la Faisanderie, à Saint-Cloud.
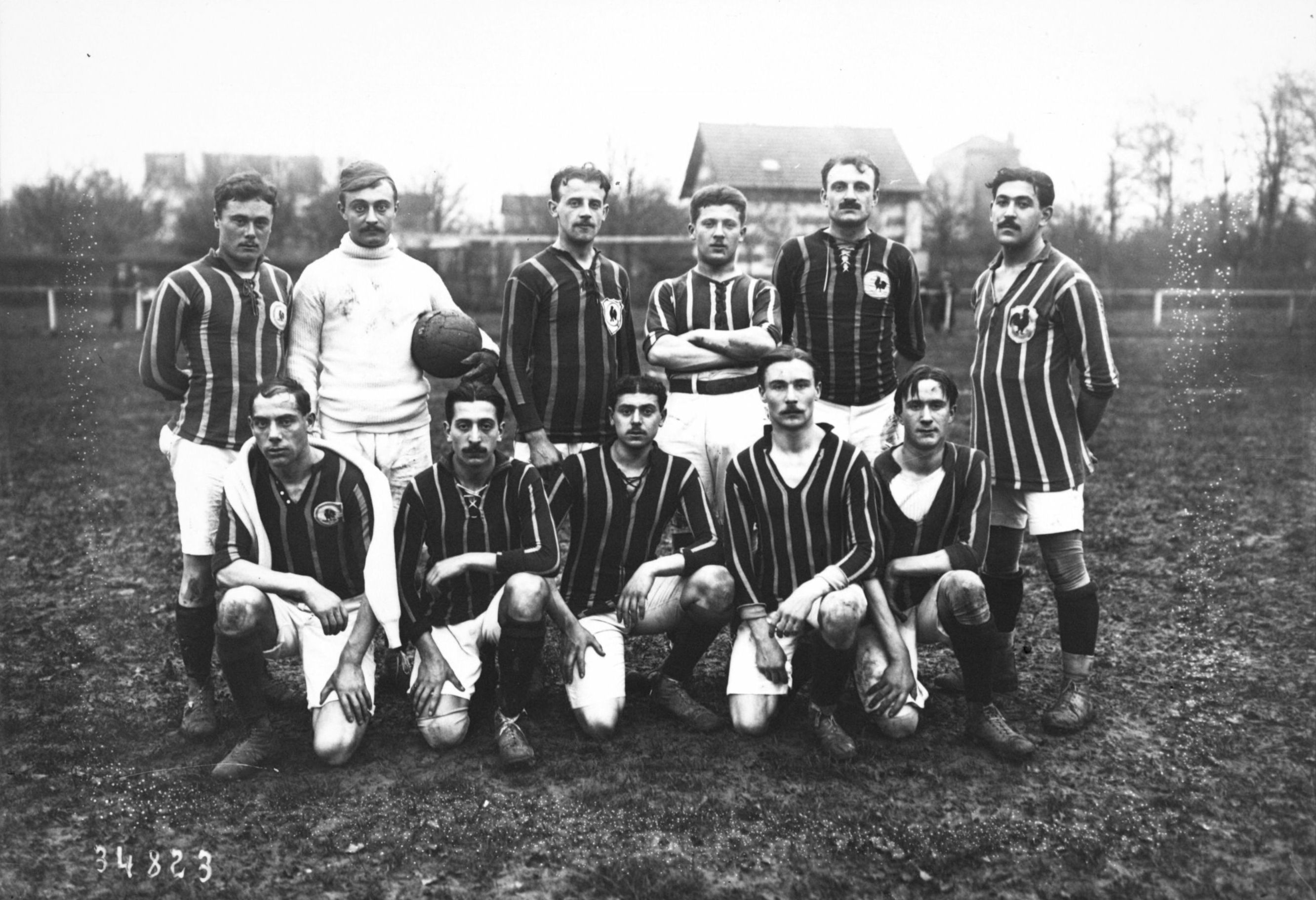
Le Gallia-Club le 23 novembre 1913.

## Palmarès

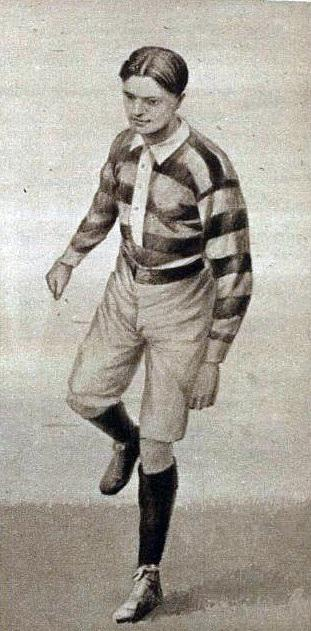
Émile Fontaine, Champion de France de football en 1905, avec le Gallia Club.

- Championnat de France USFSA
  - Champion : 1905.
- Coupe Manier : 
  - Vainqueur : 1904.
- Coupe Dewar : 
  - Vainqueur : 1909.
  - Finaliste : 1906, 1910 et 1916.

## Couleurs
Le club jouait en 1917 avec un maillot rayé bleu et rouge.

## Joueurs
Parmi les joueurs fameux du Gallia Club, on peut citer Georges Bayrou, un de ses fondateurs, Philippe Bonnardel, Sadi Dastarac, Henri Jevain, Albert Jouve, Jean Loubière, Georges Moulène, Paul Nicolas, Louis Olagnier, Maurice Pefferkorn.

## Source
- Coll., 100 ans de football en France, Paris, Atlas, 1982.